# Série 25.5 SNCB
Les locomotives de la série 25.5 de la SNCB sont des locomotives de la série 25 qui ont été modifiées pour circuler sur le réseau néerlandais (service du train Benelux). Elles sont adaptées à la circulation sous caténaire 1 500 volts continu et ont également dû être allégées ; elles ne possèdent ainsi qu'un pantographe et qu'un compresseur[réf. nécessaire].

## Modélisme
La série 25.5 a été reproduite à l'échelle HO par les firmes allemandes Märklin et Trix et l'artisan belge Jocadis sur une base Lima.